# Deneuvre
Deneuvre ist eine französische Gemeinde mit 461 Einwohnern (Stand 1. Januar 2022) im Département Meurthe-et-Moselle in der Region Grand Est (vor 2016 Lothringen). Sie gehört zum Arrondissement Lunéville und zum Kanton Baccarat. Die Einwohner nennen sich Danubriens/Danubriennes.

## Geografie
Die Gemeinde liegt etwa 49 Kilometer südöstlich von Nancy im Süden des Départements Meurthe-et-Moselle an der Grenze zum Département Vosges. Nachbargemeinden sind Baccarat im Nordwesten, Norden und Nordosten, Lachapelle im Osten und Südosten, Sainte-Barbe (im Département Vosges) im Süden, Bazien (im Département Vosges) im Südwesten sowie Glonville im Westen. Die Gemeinde besteht aus dem Dorf Deneuvre sowie einigen Häusergruppen und Einzelgehöften. Der Fluss Meurthe bildet streckenweise die Gemeindegrenze. Weite Teile des Gemeindegebiets sind bewaldet.

## Geschichte
Auf dem Gemeindegebiet siedelten Kelten aus dem Stamm der Leuker. Eine frühe Besiedlung belegen auch gefundene Münzen aus dem 1. Jahrhundert. Der Ortsname ist zudem keltischer/gallischer Herkunft (aus Donos und Briga). Die Turmruine Tour du Bacha stammt aus der Römerzeit. Ein Teil der gallo-römischen Ortschaft Danobriga wurde in den 1960er-Jahren ausgegraben. Dabei entdeckte man etliche Gegenstände, darunter Geschirr, Holzarbeiten und Statuen von Jupiter und Herkules. Danobriga ging im 5. Jahrhundert beim Alamannensturm unter und wurde erst wieder in der Karolingerzeit besiedelt. Die heutige Gemeinde wird im Jahr 1076 erstmals (indirekt, Wiricus de Danubre) unter dem Namen Danubre in einem Dokument erwähnt. Im 12. Jahrhundert war sie Teil des Herrschaftsgebiets der Grafen von Salm, die Vasallen der Fürstbischöfe von Metz waren. Die Grafen von Blâmont, eine Nebenlinie der Salm, befestigten die kleine Siedlung. Die Stadtmauern waren bis zu 2 m dick und bis zu 25 m hoch. Diese gewaltige Befestigung wurde 1636 im Auftrag von Kardinal Richelieu geschleift. Um die Herrschaft des Bischofs abzuschütteln, verbündeten sich die Grafen von Blâmont mit dem Herzog von Lothringen. Von 1291 bis 1506 regierten die Grafen als Lehnsherren des lothringischen Herzogs. Nach dem Aussterben der Blâmont übernahm der Herzog von Lothringen 1506 die direkte Herrschaft. Deneuvre gehörte somit historisch seit 1291 zum Herzogtum Lothringen, das 1766 an Frankreich fiel. Bis zur Französischen Revolution lag die Gemeinde dann im Grand-gouvernement de Lorraine-et-Barrois. Von 1793 bis 1801 war die Gemeinde dem Distrikt Lunéville zugeteilt. Seit 1793 ist sie Teil des Kantons Baccarat. Seit 1801 ist sie zudem dem Arrondissement Lunéville zugeordnet. Die Gemeinde lag bis 1871 im alten Département Meurthe. Seither bildet sie einen Teil des Départements Meurthe-et-Moselle.

## Bevölkerungsentwicklung
| Jahr                       | 1962 | 1968 | 1975 | 1982 | 1990 | 1999 | 2007 | 2019 |
| Einwohner                  | 506  | 497  | 506  | 446  | 509  | 571  | 580  | 491  |
| Quellen: Cassini und INSEE |      |      |      |      |      |      |      |      |

## Verkehr
Deneuvre liegt nahe der Bahnstrecke von Lunéville nach Saint-Dié-des-Vosges und dem Bahnhof von Baccarat. Nahe der Gemeinde führt die N59 mit einem Vollanschluss in Bertrichamps vorbei. Für den regionalen Verkehr ist die D158 an der östlichen Gemeindegrenze wichtig.

## Sehenswürdigkeiten
- Museum Musée Les Sources d’Hercule; Museum mit Fundstücken aus der gallo-römischen Zeit im ehemaligen Pfarrhaus
- Dorfkirche Saint-Remy aus dem Jahr 1747; zum Bau wurden Steine des zerstörten Schlosses verwendet
- auf dem Dorffriedhof Grabmal von Generalmajor Thibaut de Ménonville, der auf Seiten der Amerikaner in deren Unabhängigkeitskrieg gekämpft hat
- ehemalige Sägerei
- Denkmal für die Gefallenen[2]
- Turmruine Tour du Bacha aus der Römerzeit
- Überreste der alten Stadtmauer, Teile einer Mauer der Kirche Saint-Georges aus dem Jahr 1301, Überbleibsel der Abtei von Le Moniet
- Höhlen/Grotten Grottes de la Rochotte

Quelle:

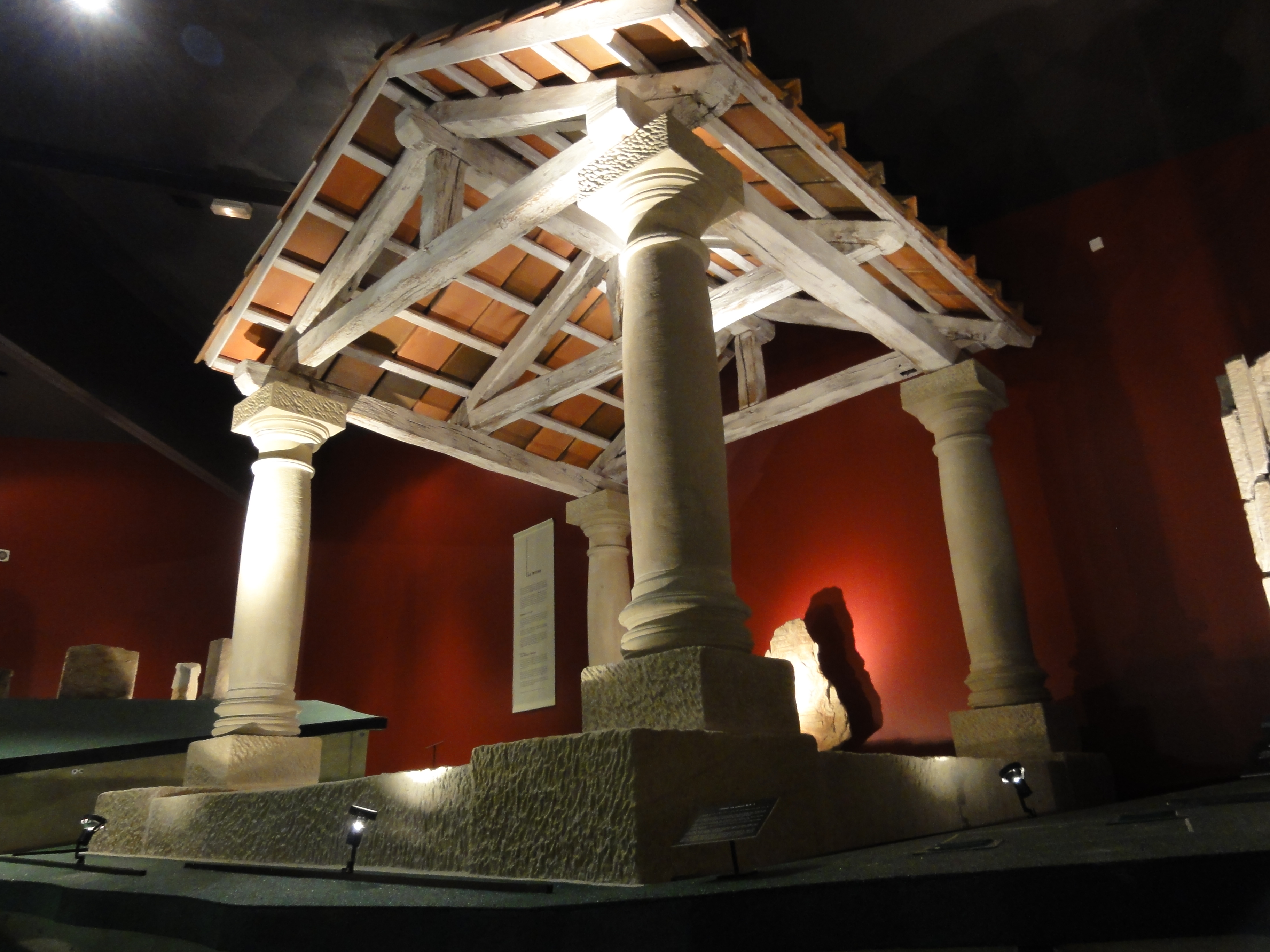
Musée des Sources d’Hercule
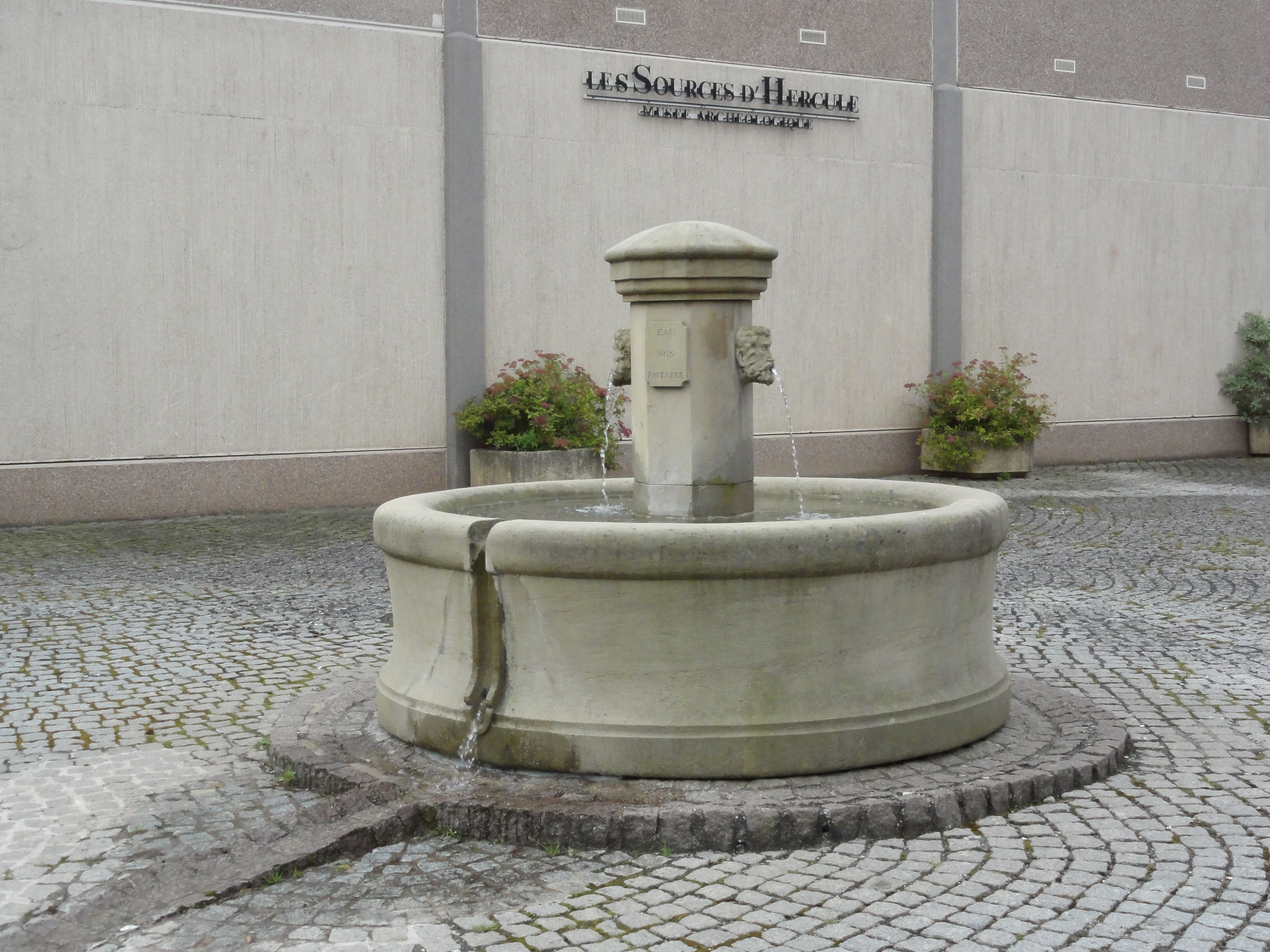
Einer der Brunnen in der Gemeinde
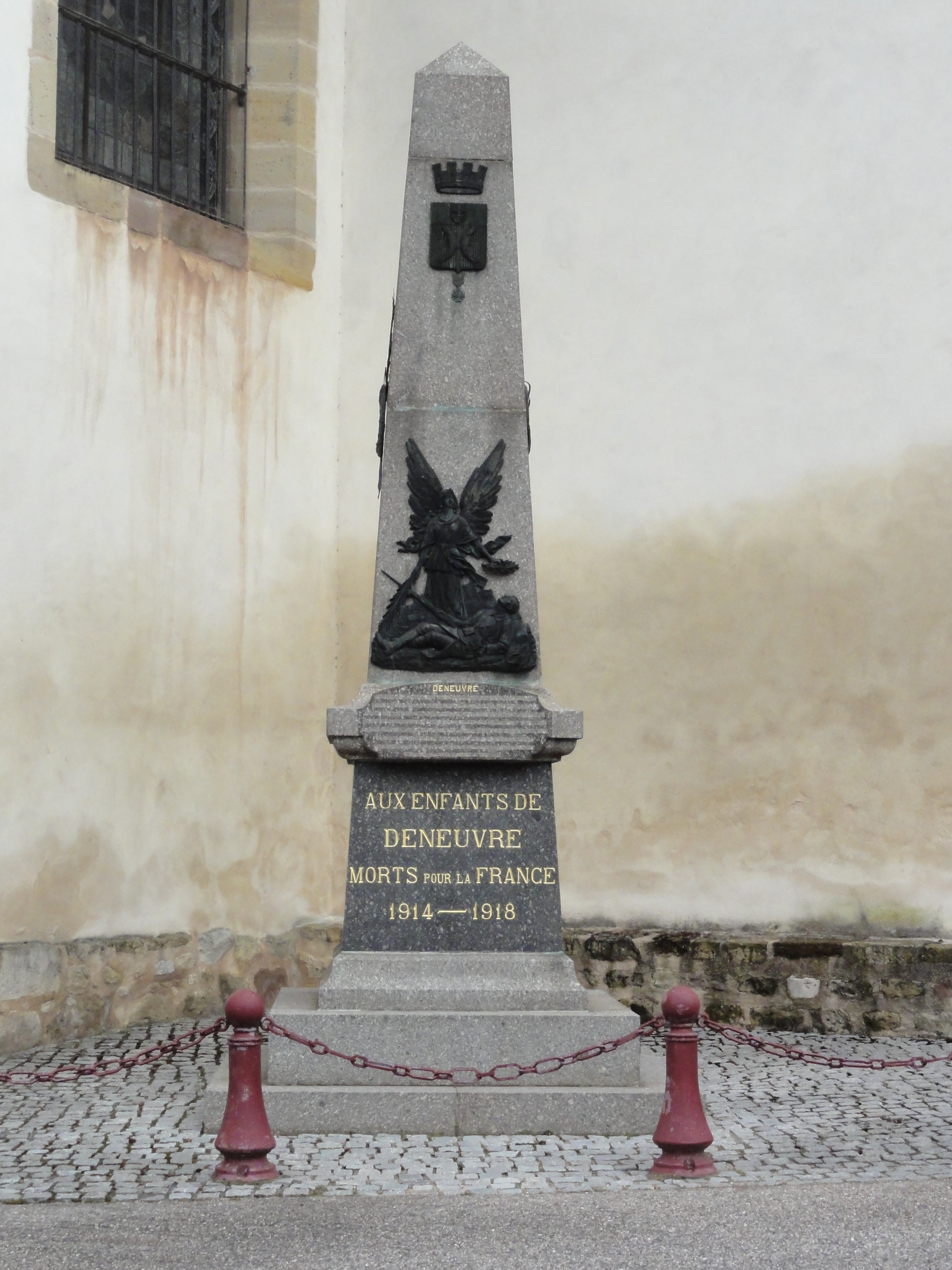
Denkmal für die Gefallenen
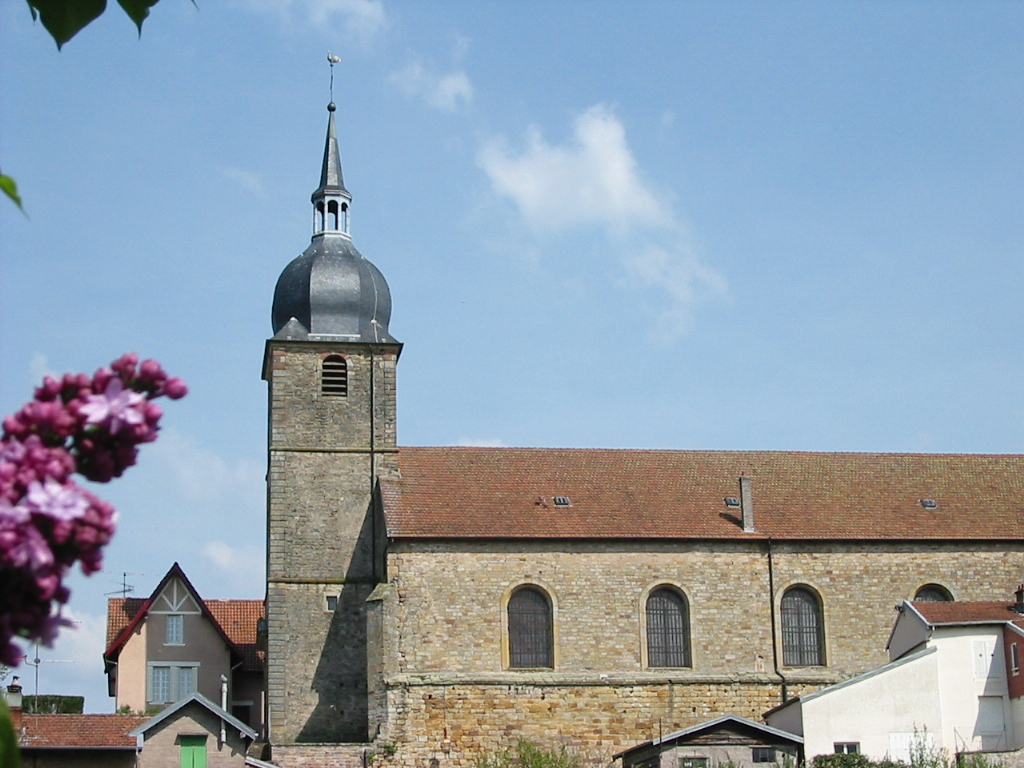
Dorfkirche Saint-Remy
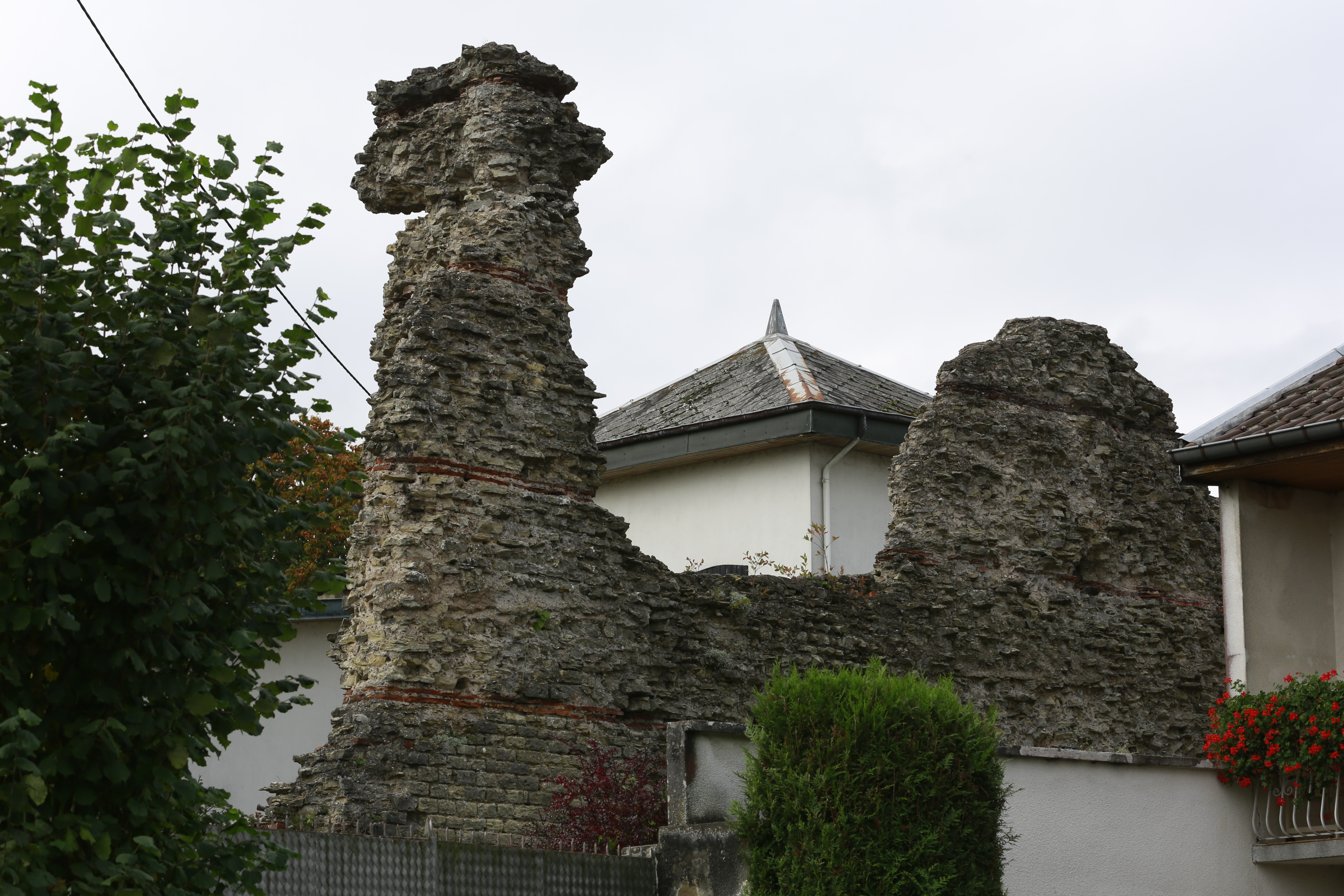
Überreste des Turms Tour du Bacha
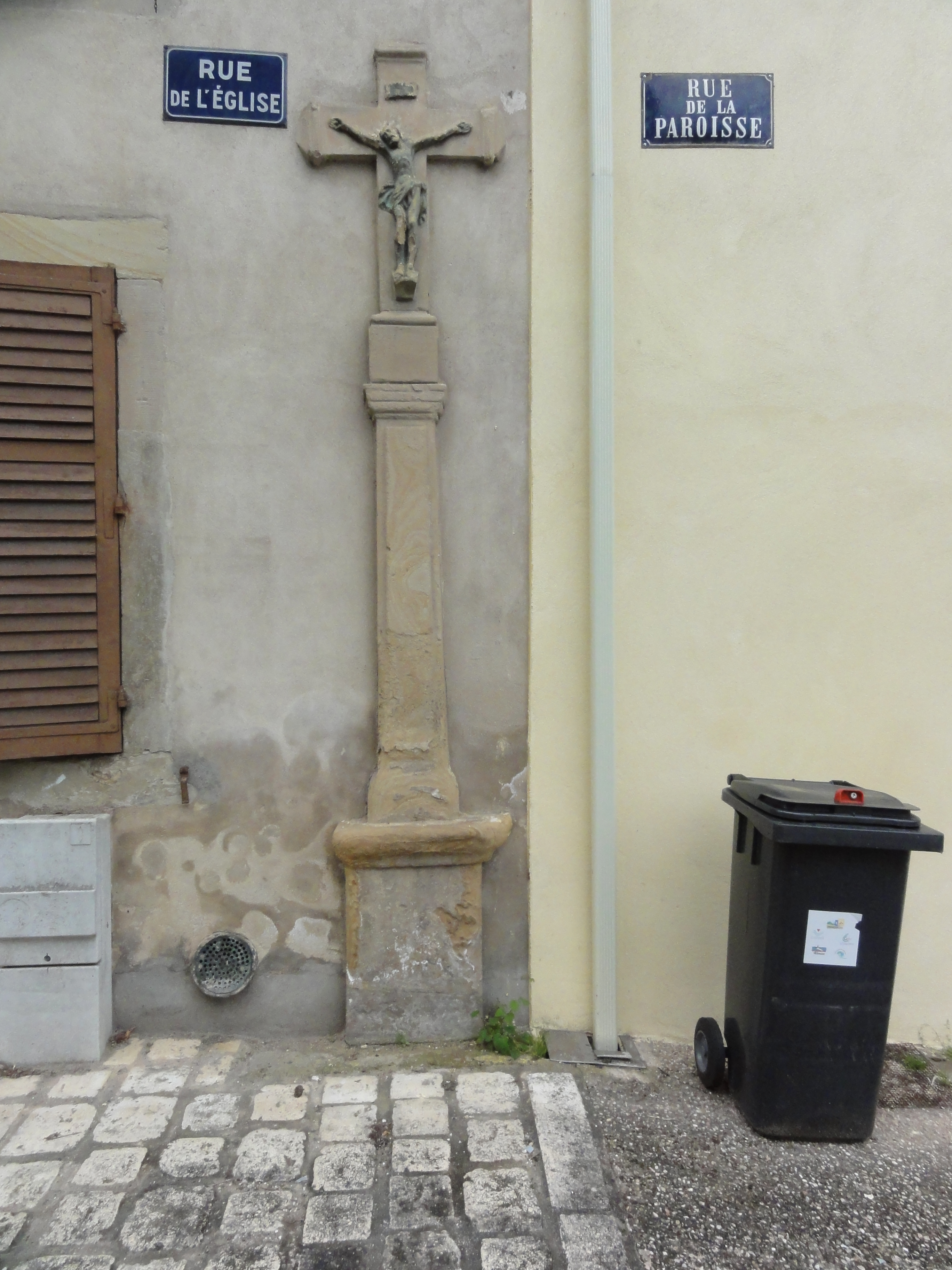
Wegkreuz
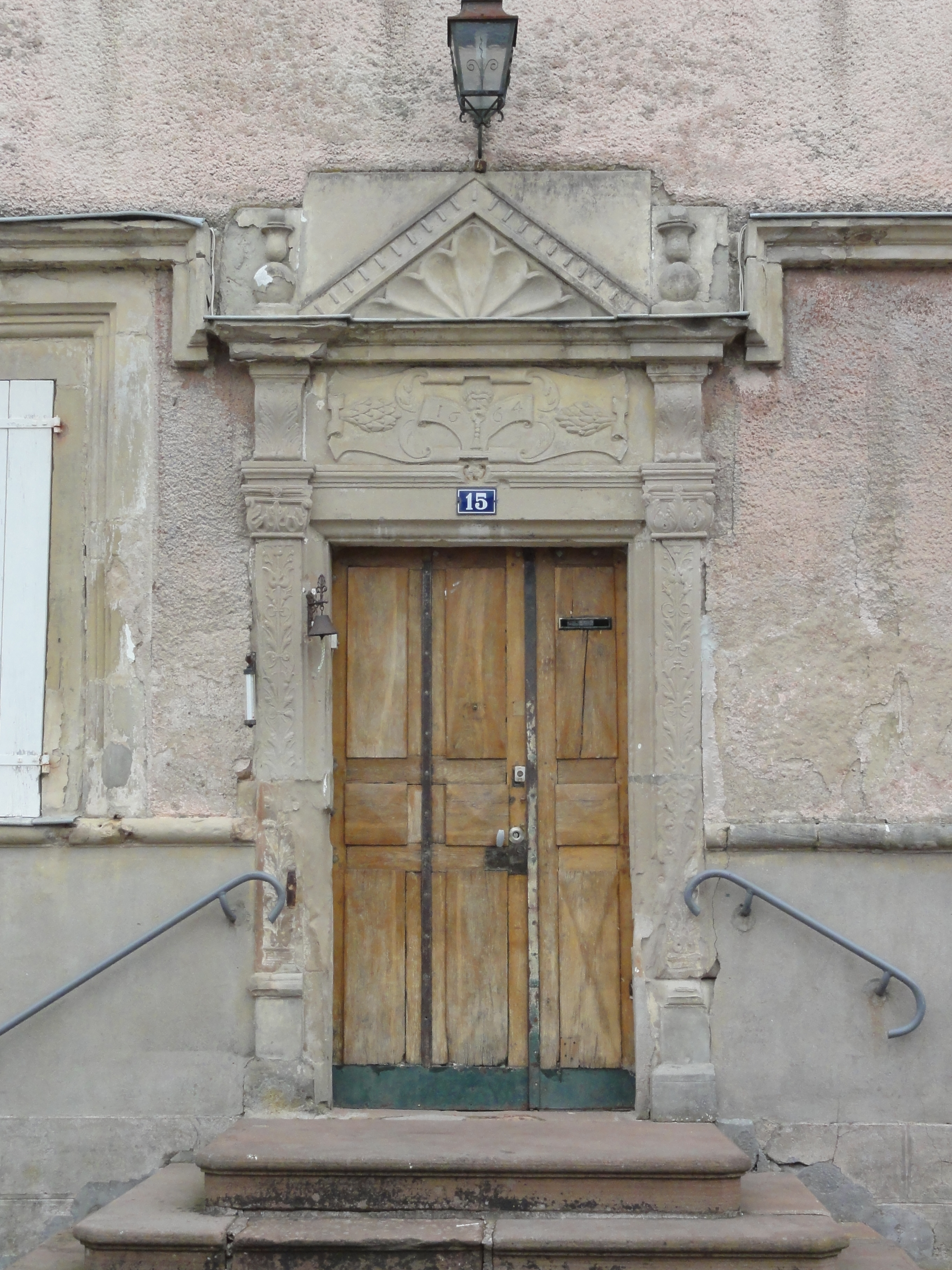
Hauseingang